# Dutch Mantel
Wayne Maurice Keown (né le 29 novembre 1949) est un manager et un catcheur semi-retraité américain, mieux connu sous le nom de Dutch Mantel.
Keown commence sa carrière en 1973. Travaillant à l'origine en circuit indépendant, il fait quelques apparitions à la World Championship Wrestling (WCW) sous le nom de Dutch Mantel et à la World Wrestling Federation (WWF) sous le nom de Uncle Zebekiah au milieu des années 1990. Tard dans les années 1990 et 2000, il travaille en tant que bookeur au World Wrestling Council, à l'International Wrestling Association et à Total Nonstop Action Wrestling.

## Carrière

### World Wrestling Federation (1994-1997)
En 1994 et 1996, Mantel est apparu dans la World Wrestling Federation comme « Oncle Zebekiah." Il était le manageur de L'Blu Brothers et, plus tard, Justin "Hawk" Bradshaw.
Durant cette période, il attaque Kamala, étant habillé en chasseur de primes africain.

### Retour à la World Wrestling Entrainement (2013-2016)

#### Manager de Jack Swagger et The Real Americans (2013-2014)
Le 11 février 2013, Mantel retourne à la WWE sous le nom de Zeb Colter, en tant que manager de Jack Swagger. Colter possède une gimmick de Heel xénophobe et raciste s'exprimant en faveur du nativisme,. Le 19 février, Fox News et certains partisans de droite comme Glenn Beck clament le fait que les personnages que jouent Swagger et Colter se moquaient du mouvement politique Tea Party,. En réponse, la société WWE explique qu'elle « tente d'incorporer des événements d'actualité » pour qu'elle puisse « étendre son audience » et que « ces scénarios ne représentaient, en aucun cas, un point de vue politique de la WWE. »
Le 17 juin à Raw, après que Jack Swagger a subi une blessure à la main (Kayfabe), mais une comparution devant le tribunal légitime, Colter s'est allié avec Antonio Cesaro qui après avoir battu William Regal puis Sin Cara les a recouverts d'un drapeau de Gadsden. Antonio Cesaro & Jack Swagger sont choisis pour participer au Money In The Bank Ladder Match de Smackdown. Dans les semaines qui précédent le PPV de juillet, Zeb Colter fait des discours pour la liberté des États-Unis et finit ses discours par la phrase « We the People! ». Après cela, Jack Swagger et Antonio Cesaro (qui deviendra après Cesaro) forment une équipe avec Zeb Colter. Ils s'appelleront The Real Americans.
Durant les mois suivants, Colter accompagne Jack Swagger et Antonio Cesaro durant leurs matchs jusqu'à la dissolution de l'équipe.

#### Fin des Real Americans et Inactivité (2014-2015)
Lors de Raw du 7 avril 2014, Cesaro s'annonce en tant que Paul Heyman guy, ce qui met fin aux Real Americans. Plus tard dans la soirée, Cesaro bat Jack Swagger. 
À la suite du départ de Cesaro, Zeb Colter continu d'être le manager de Jack Swagger pendant plusieurs mois.
Le 8 décembre à Raw on apprend que Rusev attaque le manager de Jack Swagger dans les vestiaires. Celui-ci attaque Rusev et lui casse la cheville (storyline).

#### MexAmerica et départ (2015-2016)
Le 25 octobre 2015 à Hell in a Cell, il revient en tant que manager de Alberto Del Rio qui bat John Cena pour devenir WWE United States Championship. Le lendemain à Raw, il annonce qu'il forme la réunification entre le Mexique et les États-Unis nommé MexAmerica. Le 7 décembre à Raw, Alberto Del Rio met fin à cette alliance. 
Le 6 mai 2016, la WWE annonce sur Internet le départ de Zeb Colter de la fédération.

### Retour à la Total Nonstop Action Wrestling (2017)
En janvier, il fait son retour à la TNA en tant que consultant créatif.

## Palmarès
- Dyersburg Championship Wrestling
  - 1 fois DCW Heavyweight Champion[14]
- Georgia Championship Wrestling
  - 1 fois NWA Georgia Junior Heavyweight Champion
- Global Wrestling Federation
  - 1 fois Tag Team Championship avec Black Bart
- Hoosier Pro Wrestling
  - 1 fois HPW Heavyweight Champion
- Mid-South Wrestling Association
  - 1 fois Mid-South Television Champion
- Mid-South Wrestling Association
  - 1 fois MSWA Tennessee Heavyweight Champion[14]
- NWA Mid-America / Continental Wrestling Association
  - 5 fois AWA Southern Heavyweight Champion
  - 3 fois AWA Southern Tag Team Champion avec Bill Dundee (1), Koko Ware (1) et Tommy Rich (1)
  - 3 fois CWA Heavyweight Championship
  - 2 fois CWA International Heavyweight Champion
  - 2 fois CWA World Tag Team Champion avec Austin Idol
  - 12 fois NWA Mid-America Heavyweight Champion
  - 2 fois Mid-America Tag Team Champion avec Gypsy Joe (1) et Ken Lucas (1)
  - 1 fois NWA Mid-America Television Champion
  - 1 fois NWA Southern Tag Team Champion (Mid-America version) avec David Schultz
  - 2 fois NWA Tennessee Tag Team Champion avec John Foley
- Southeastern Championship Wrestling / Continental Championship Wrestling
  - 1 fois NWA Southeastern Continental Heavyweight Champion
  - 1 fois NWA Southeastern Heavyweight Championship (Northern Division)
  - 1 fois NWA Southeastern Television Champion
- United States Wrestling Association
  - 1 fois USWA Unified World Heavyweight Champion
- World Wrestling Council
  - 4 fois North American Tag Team Championship avec Wayne Farris (1) et Frankie Laine (3)
  - 1 fois WWC Universal Heavyweight Champion
  - 1 fois WWC World Tag Team Champion avec Bouncer Bruno